# Ceratochloa
Ceratochloa là một chi thực vật có hoa trong họ Hòa thảo (Poaceae).

## Loài
Chi Ceratochloa gồm các loài: